# インゲ・ブランデンブルク
インゲ・ブランデンブルク（Inge Brandenburg、本名：Ingeborg Brandenburg、1929年2月18日 − 1999年2月23日）は、ドイツ出身の歌手、女優。ライプツィヒ生まれ。

## 生涯
インゲ・ブランデンブルクは、暴力と争いが絶えない機能不全の家庭に、6人の子供の1人として生まれた。共産主義者で第一次世界大戦の良心的兵役拒否者であった父は、1939年にマウトハウゼン強制収容所に収容され、後に死亡した。母は「非社会的」としてラーフェンスブリュック強制収容所に収容され、終戦直前の1945年に同所で死亡した。兄弟は互いに引き離され、別々の児童養護施設に入れられたため、インゲ・ブランデンブルクは青年期のほとんどをデッサウとベルンブルクの施設で過ごした。
終戦直後、彼女はホーフのアメリカ占領地域に逃れ、漂流者として数ヶ月間投獄された。その後、彼女はアウグスブルクに移った。パン屋で働き、ピアノを習い始め、街のGIクラブで初めてジャズに触れた。フランクフルト・アム・マインに移ってからは、ダンス・オーケストラと一緒にドイツのナイトクラブやダンスホールを回った。彼女は独学で、次第に卓越したジャズ演奏者に成長していった。リビアでの婚約を経て、当初4週間しか予定していなかったスウェーデンへの8ヶ月間のツアーを成功させた。1958年のドイツ・ジャズフェスティバルでブレイクし、批評家たちも彼女の素晴らしい将来を予言した。彼女は最初のレコーディング契約を得て、その暗いトーンと優れたリズム感覚で、すぐに一流のジャズ・ミュージシャンたちと共演した。
1960年にアンティーブで開催されたヨーロッパ・ジャズ・フェスティバルでは、「ベスト・ヨーロピアン・ジャズ・シンガー」に選ばれた。ハンス・コラー、アルベルト・マンゲルスドルフ、エミル・マンゲルスドルフ、ヘルムート・ブラント、クルト・エーデルハーゲンやエルヴィン・レーンのオーケストラとの共演により、西ドイツ最高のジャズシンガーとしての評判を確立した彼女は、主にスイングイディオムやブルースを歌った。1960年に行われた『Lover Man』の歌唱は、彼女を「伝説」にしたと報じられている。「当時すでに入手可能だった見事なヴォーカル・レコーディングには感心せず、この若いドイツ人は、個性的なフレージングとソウルフルなダーク・ヴォイスで心を込めて歌った」。
1962年、インゲ・ブランデンブルクはAFNベルリンのプレゼンターであるチャーリー・ヒックマンにマネージメントされ、テッド・ヒースと共演し、初めてのテレビ出演を果たした。1965年にはギュンター・ハンペル・グループのツアーに参加し、オーネット・コールマン作の「Lonely Woman」などの曲を演奏した。1968年には、ウォルフガング・ダウナーのトリオでツアーを行った。
レコード会社は、より売れやすいシュラーガーのような大衆ポップス路線の楽曲を録音することを好んだが、彼女はそれを望んでいなかった。彼女は、当初の合意に基づいてレコード会社にジャズ作品をリリースさせようと法廷で争ったが失敗し、彼女は業界で「やけどを負った」。また、酒癖が悪く、イライラしやすい性格のため、気難しいと思われることが多くなったことで、仕事の依頼が少なくなり、後に演劇の世界を中心に活動するようになった。1976年にはヴュルツブルクのジャズフェスティバルで再び歌い、1974年と1976年にはフランクフルト・アム・マインのシンカステン、1985年にはフランクフルト・アム・マインのブロートファブリークなどのステージでPeter Meyerとヤン・ヤンケジェと共演した。その後、厳しい経済状況の中で、音楽業界から完全に身を引いた。
業界を去った後のブランデンブルクは、声帯の問題に加えて、より深いアルコール問題に陥った。1990年には声帯の手術を受けた。1990年代半ばには、ジェリー・ヘイズとチャーリー・アントリーニの支援を受け、ピアニストのウォルター・ラングとハインツ・フロムマイヤー（Heinz Frommeyer）によるトリオでカムバックを試みたが、失敗に終わった。貧しい生活のなか、彼女は1999年にミュンヘン・シュヴァービング病院で亡くなった。彼女の墓はミュンヘンの北墓地にある。

## ドキュメンタリー
2011年6月16日、映画監督のマルク・ブッチャーにより2時間のドキュメンタリー番組『Sing! Inge, Sing! – Der zerbrochene Traum der Inge Brandenburg』が製作された。2011年10月には、「Prädikat Wertvoll」を受賞した本作が映画館で公開され、2012年5月にはDVDも発売された。2012年12月5日、長編映画の52分のショートバージョンが、独仏共同出資のテレビ局アルテで『Die Deutsche Lady Jazz (La lady allemande du Jazz)』というタイトルで初めて放送された。このテレビ版は、2013年1月29日に情報・文化分野の「2013年グリム賞」にノミネートされた。
2016年10月には、マルク・ブッチャーにより同名の伝記も出版された。

## ディスコグラフィ

### シングル
- 1960年 : "Das gibt es nur einmal" / "Es ist doch immer wieder schön"（デッカ）
- 1960年 : "Bye Bye Benjamino" / "Harrys kleiner Ballsalon" (Decca)
- 1960年 : "Sieben Tage, sieben Nächte" / "Goody Goody" (Decca)
- 1961年 : "Gauner sind sie alle" / "Weil ich Angst hab vor dir"（ポリドール）
- 1962年 : "Südlich von Hawaii" (Flaschenpost) / "Um Mitternacht"（ポリドール）
- 1962年 : "Tiger Twist" / "Amateur d'amour"（ポリドール）
- 1965年 : "Hey Baby" / "Morgen nehme ich dein Foto von der Wand"（Inge＆Fats名義。CBS）
- 1965年 : "Ruh dich mal aus bei mir" / "Du lässt mich nicht los"（Inge＆Fats名義。CBS）
- 1967年 : "Ich liebe ihn" / "Ein Mann ist ein Mann"（CBS）
- 1970年 : "Ihr Verlorenen" / "Das Lied Vom Kürbis"（シュワン）
- 1970年 : "Ich tue meinen Mund auf" / "Ein anderes Osterlied"（シュワン）

### EPとLP
- 1960年：Herzlichst Inge（EP、デッカ）
- 1960年：Inge Brandenburg（EP、Deutscher Schallplattenclub）
- 1965年：It's Alright With Me（ギュンター・ハンペル・クインテットと。LP、CBS）
- 1974年：Songs – Brot für die Welt（ビル・ラムジーとイングフリード・ホフマンと、シュワン）
- 不明：Geschlossene Gesellschaft – Jens und Inge in der Herrenbar（イェンス・ブレンケと連名; LP、エレクトローラ）

### 死後に発表
- 2006年：It's Alright With Me (Sonorama、1965年作品の再発)
- 2011年：Why Don't You Take All Of Me (Bear Family Records、1960年から1967年までのシングル曲集)
- 2011年：Sing! Inge, Sing! (Silver Spot、1959年から1971年までのhr-Jazzensemble、クルト・エーデルハーゲン・オーケストラ、ヘルムート・ブラント・コンボ、エルヴィン・レーン・オーケストラなどの主に未発表のラジオ録音。)[8]
- 2014年：Don’t Blame Me (Sonorama、ロルフ・リュトゲンス・トリオ、ヴェルナー・ミュラー指揮RIASダンスオーケストラ、ディーター・フォン・ゲッツェ・トリオとの1958年から1962年までの主に未発表のライヴ録音集)
- 2015年：Easy Street (Bear Family Records、1959年から1961年に録音されたhr-Jazzensembleとのラジオ録音全集)[9][A 3]
- 2019年：I Love Jazz (Unisono-Records、1959年から1971年の間に、エルヴィン・レーン、クルト・エーデルハーゲン、ヴェルナー・ミュラー、クラウス・ドルディンガー、ポール・クーンなどのオーケストラと共演した18曲の未発表曲を収録。生誕90年と没後20年を記念した作品。

### 参照
1. 1 2 3 4  Langinhalt (aus dem Presseheft). Auf inge-brandenburg.de, abgerufen am 13. März 2017
2. 1 2  Das tragische Leben der Inge Brandenburg (Memento des Originals vom 28. 3月 2017 im Internet Archive)  情報 Der Archivlink wurde automatisch eingesetzt und noch nicht geprüft. Bitte prüfe Original- und Archivlink gemäß Anleitung und entferne dann diesen Hinweis.. Am 27. Mai 2015 auf hr-online.de, abgerufen am 27. März 2017
3. 1 2 3 4 5  Marcus A. Woelfle (1999), "STAR AUF ZEIT (Nachruf auf Inge Brandenburg (1929-1999))", Jazz-Zeitung (ドイツ語) (April 1999)
4. 1 2 3 4 5  Christian Schröder: Zeig mir, was Liebe ist. Am 25. Oktober 2011 auf tagesspiegel.de, abgerufen am 13. März 2017
5. ↑  Marcus A. Woelfle in Hans-Jürgen Schaal (Hrsg.): Jazz-Standards. Das Lexikon. Bärenreiter, Kassel u. a. 2001, ISBN 3-7618-1414-3, S. 295f.
6. ↑  Klaus Nerger: Musiker XLIV – Inge(borg) Brandenburg. 2000 auf knerger.de, abgerufen am 13. März 2017
7. ↑  49. Grimme-Preis 2013: Nominierungen – Wettbewerb Information & Kultur/Spezial. Auf grimme-preis.de, abgerufen am 13. März 2017
8. ↑  Frank Bongers: Inge Brandenburg - "Sing! Inge, sing!" (Memento des Originals vom 12. 1月 2014 im Internet Archive)  情報 Der Archivlink wurde automatisch eingesetzt und noch nicht geprüft. Bitte prüfe Original- und Archivlink gemäß Anleitung und entferne dann diesen Hinweis.. Am 6. November 2011 auf jazzdimensions.de, abgerufen am 13. März 2017
9. ↑  Frank Becker: Eine würdige Erinnerung: Inge Brandenburg „Easy Street“ – Das wenige, das blieb. Am 17. Mai 2015 auf musenblaetter.de, abgerufen am 13. März 2017
10. ↑  Bislang unveröffentlichte Songs von Inge Brandenburg mit dem hr-Jazzensemble (Memento des Originals vom 2. 3月 2017 im Internet Archive)  情報 Der Archivlink wurde automatisch eingesetzt und noch nicht geprüft. Bitte prüfe Original- und Archivlink gemäß Anleitung und entferne dann diesen Hinweis.. Am 7. Mai 2015 auf hr-online.de, abgerufen am 13. März 2017
11. ↑  Frühstart mit Inge: Unveröffentlichte Songs von Inge Brandenburg mit dem hr-Jazzensemble (Memento des Originals vom 13. 3月 2017 im Internet Archive)  情報 Der Archivlink wurde automatisch eingesetzt und noch nicht geprüft. Bitte prüfe Original- und Archivlink gemäß Anleitung und entferne dann diesen Hinweis.. Am 2. Juni 2015 auf hr-online.de, abgerufen am 13. März 2017